# Bautista (nombre)
Bautista es un nombre propio ambiguo (de hombre) de origen griego en su variante en español. Proviene del griego Βαπτιστῆς, de βαρτίζω (sumergir, hundir), por lo que su significado es «el que bautiza» (o «el baptizador», palabra que actualmente está en desuso). Tiene su origen en la figura de San Juan Bautista, predicador y asceta judío, precursor de Jesucristo, considerado como profeta por cuatro religiones: el cristianismo, el islam, el mandeísmo y el bahaísmo.

## Santoral
24 de junio: San Juan Bautista.

## Variantes
| Variantes en otros idiomas | Variantes en otros idiomas    |
| -------------------------- | ----------------------------- |
| Español                    | Bautista                      |
| Albanés                    | Pagëzori                      |
| Alemán                     | Baptist, Baptista             |
| Aragonés                   | Batista                       |
| Asturiano                  | Bautista                      |
| Bretón                     | Badezour                      |
| Búlgaro                    | Кръстител (Krstitel)          |
| Catalán                    | Baptista                      |
| Checo                      | Křtitel                       |
| Croata                     | Krstitelj                     |
| Eslovaco                   | Krstiteľ                      |
| Esloveno                   | Krstnik                       |
| Esperanto                  | Baptisto                      |
| Euskera                    | Batista, Ugutz; Uguzne (fem.) |
| Francés                    | Baptiste                      |
| Galés                      | Fedyddiwr                     |
| Gallego                    | Bautista                      |
| Griego                     | Βαπτιστῆς (Baptistễs)         |
| Holandés                   | Baptista                      |
| Húngaro                    | Keresztes                     |
| Inglés                     | Baptist                       |
| Italiano                   | Battista                      |
| Latín                      | Baptista                      |
| Letón                      | Kristītājs                    |
| Lituano                    | Krikštytojas                  |
| Polaco                     | Baptysta, Chrzciciel          |
| Portugués                  | Baptista                      |
| Ruso                       | Креститель (Krestitel')       |
| Serbio                     | Крститељ (Krstitel)           |
| Ucraniano                  | Хреститель (Chrestitel')      |